# Koningin van de Vredekapel (Kerkrade)

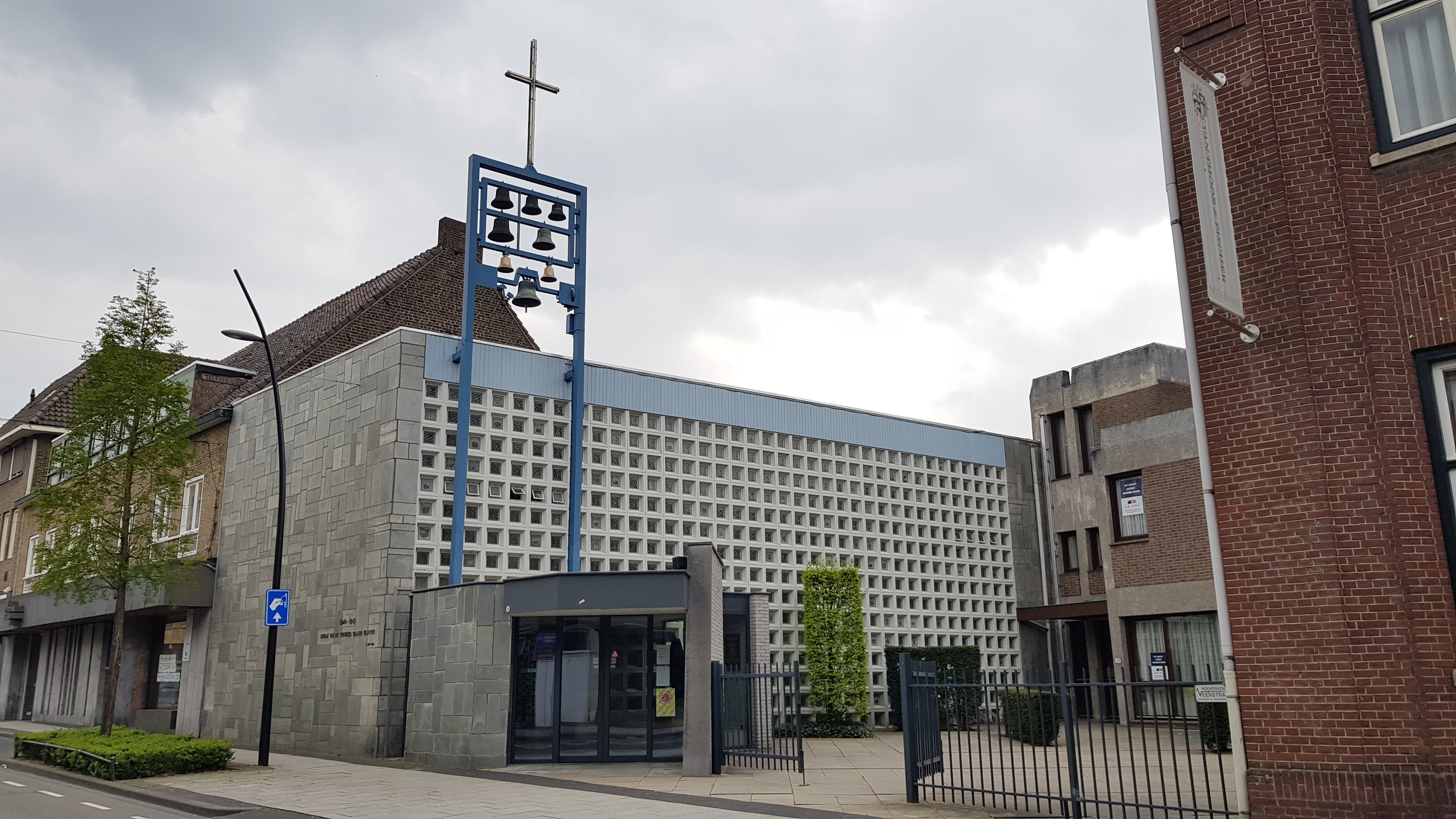
De kapel

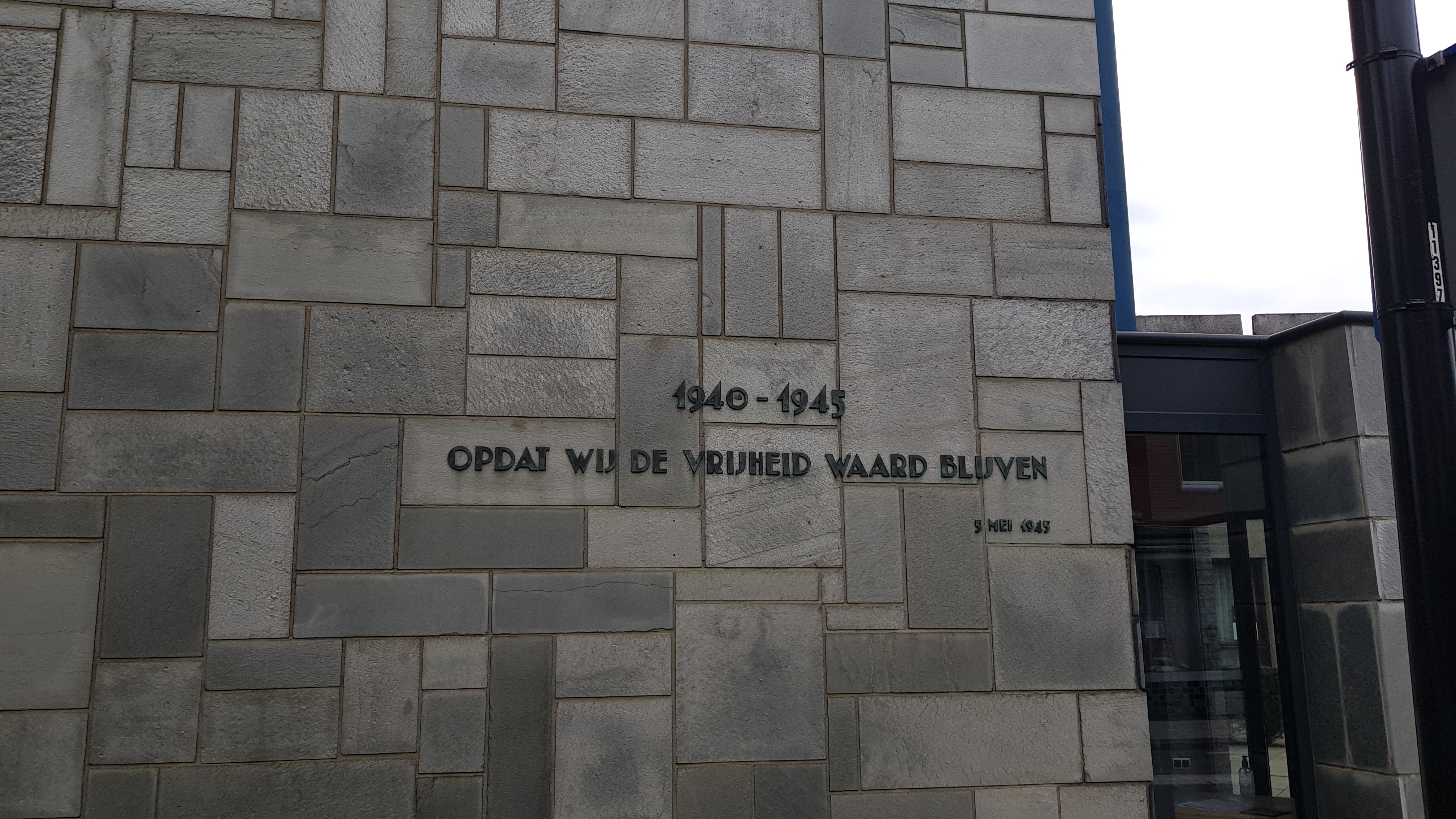
Tekst op gevel kapel

De Koningin van de Vredekapel is een moderne betreedbare kapel aan Hoofdstraat 22 in de Nederlandse plaats Kerkrade, die zich midden in het centrum van deze plaats bevindt.
De kapel is gewijd aan Maria, specifiek aan Koningin van de Vrede.

## Geschiedenis
Na de bevrijding in 1945 werd een comité gevormd om een klooster en een kapel te stichten bij wijze van oorlogsmonument. Het pand Hoofdstraat 20 werd een klooster, waarin zich een twaalftal Zusters Clarissen vestigden. In dit klooster bevond zich een aanbiddingskapel, Regina Pacis genaamd. In 1957 vertrokken de Clarissen en zetten hun kloosterleven voort te Ammerzoden. Ze werden opgevolgd door de Zusters Dienaressen van het Heilig Sacrament, die uit Parijs afkomstig waren en de eeuwigdurende aanbidding van het Allerheiligste moesten onderhouden. Hun aantal nam af, en de laatsten vertrokken in 2011. In 2002 werden de zusters aangevuld door Paters Sacramentijnen, die vanuit Amsterdam, Stevensbeek en Düren afkomstig waren.
De huidige kapel werd gebouwd in 1963-1964, en in 1967 werd het oude klooster vervangen door een nieuw gebouw, waar in 1972 nog een vleugel aan werd bijgebouwd, als gastenverblijf.

## Gebouw
De huidige kapel werd ontworpen door Jozef Fanchamps en ingewijd in 1964. Het is een moderne rechthoekige ruimte, bekleed met natuursteen en glasblokken, en met een vooruitgeschoven ingang. Boven de ingang bevindt zich een stalen klokkentoren. De kapelruimte oogt als een kerkruimte en biedt plaats aan ruim honderd mensen. De kapel bevat een altaar, een tabernakel voor de eeuwigdurende aanbidding, en enkele heiligenbeelden waaronder een beeld van Maria Koningin van de Vrede. 